# Ola Englund
Pour les articles homonymes, voir Englund.
Ola Englund (né le 27 septembre 1981) est un musicien, guitariste, compositeur, vidéaste, producteur et homme d'affaires suédois. Il est un membre fondateur du groupe de death metal Feared, également guitariste au sein du groupe The Haunted et il faisait partie des groupes Scarpoint, Facing Death, Subcyde, Sorcerer et Six Feet Under,.
Ola a commencé à jouer de la guitare en 1993.
En 2017, il lance sa propre marque de guitares, Solar Guitars.
Son premier album solo, "Master Of The Universe", est sorti le 24 mars 2019.

## Influences
Ola cite ses plus grandes influences comme Pantera, Dream Theater, Nevermore, Testament, Bolt Thrower, Entombed et Opeth.

## Discographie
Facing Death
- Facing Death (Demo) (2005)

Subcyde
- Subcyde (2007)

Scarpoint
- Mask of Sanity (2011)

Feared,,
- Feared (2007)
- Feared (EP) (2008)
- Rejects (2011)
- Refeared (2012)
- Furor Incarnatus (2013)
- Vinter (2013)
- Elemental Nightmares II (2014)
- Synder (2015)
- Reborn (2016)
- Svart (2017)

Six Feet Under
- Unborn (2013)

The Haunted
- Eye of the Storm (EP) (2014)
- Exit Wounds (2014)
- Strength in Numbers (2017)

Ola Englund (Solo)
- Master Of The Universe (2019)
- Starzinger (2021)

## Équipement
Ola possède des guitares signatures de Strictly 7 (2011 - 2013) et Washburn (2013 - 2017), ainsi que des amplificateurs signature Fortin (2010 - 2014) et Randall Satan, (2014 - 2019). En novembre 2017, il a annoncé le lancement de sa propre marque de guitare, Solar Guitars.